# Hatalom (társadalom)

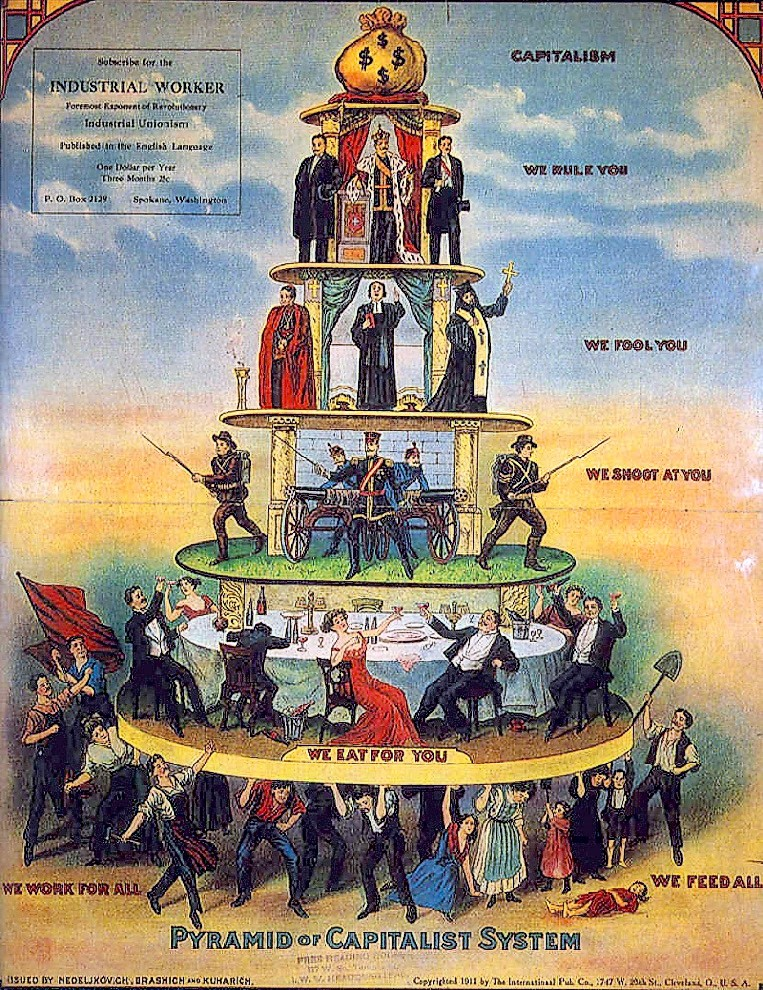
Antikapitalista plakát a hatalom szerkezetéről 1911-ből

A társadalmi, politikai hatalom az adott állam, politikai egység irányításának lehetősége, közhatalom, a kormányzás és a közügyek (korlátlan) intézésének lehetősége és gyakorlata, uralom.
A hatalom egy intézmény, személy vagy csoport azon képességét jelenti, hogy befolyásolja az egyének, társadalmi csoportok vagy a lakosság egy részének gondolkodását és viselkedését oly módon, hogy azok alárendeljék magukat nézeteiknek vagy kívánságaiknak, és ennek megfelelően viselkedjenek. A hatalom többé-kevésbé megjelenik az emberi együttélés minden formájában, és különböző társadalmi struktúrákat hoz létre.
Szélsőséges formájában a hatalom egyetlen ember önkénye, törekvése saját céljainak megvalósítására anélkül, hogy alkalmazkodna az érintett emberek igényeihez, figyelembe venné azokat. Eszköze a büntetéssel való fenyegetés, az elnyomás, gazdasági kényszer. Az abszolút hatalmat gyakorlók nem kényszerülnek kompromisszumokra, nem kell figyelembe venniük az alávetettek érdekeit. 
A mérsékelt (mindennapi) hatalmi viszonyok ezzel szemben olyan többoldalú (csere)viszonyokként jelennek meg, amelyekben az egyik fél az erősebb, például a gazdasági ösztönzés, jutalmazás, preferencia nyújtása vagy a szélesebb ismeretek, nagyobb tudás révén elérhető befolyásolási lehetőség miatt. Ebben az esetben a gyengébb fél önként mond le az ellenállásról, nem tesz semmit a hatalomgyakorlás ellen, kialakul a tolerancia, a megfelelés, az alkalmazkodás.

## Leírása
A külső hatalom meghatározza egy személy vagy embercsoport fizikai és szellemi, pszichológiai cselekvési lehetőségeinek körét. Ez azt jelenti, hogy a hatalom nem valami tárgyiasult, közvetlenül látható dolog, hanem a társadalmi kapcsolatok nagyrészt láthatatlan tulajdonsága.
A hatalom alkalmazását pozitívan vagy negatívan is lehet szemlélni. Köznapi értelemben leginkább a negatív értelmezés dominál, ami olyan kifejezésekben mutatkozik meg, mint a „hatalmi megszállottság”, „hataloméhség” a „hatalom megragadása”.
A politikai vagy közhatalom azonban feltétlen szükséges ahhoz, hogy a kormányon lévő politikai formáció végrehajthassa elképzeléseit, képviselni tudja a mögötte álló társadalmi csoportok érdekeit és eszméit. A hatalmi kényszer, az erőszak alkalmazása sem mindig negatív értelmű. A demokratikus társadalmakban állam birtokolja az erőszak monopóliumát és azt a rendőrségre bízza, a polgárok pedig elismerik ezt az állami feladatot. Ezt csak az anarchizmus utasítja el. A demokratikus rendszerekben a hatalmat törvények szabályozzák, korlátozzák.

## A hatalom eszmetörténete

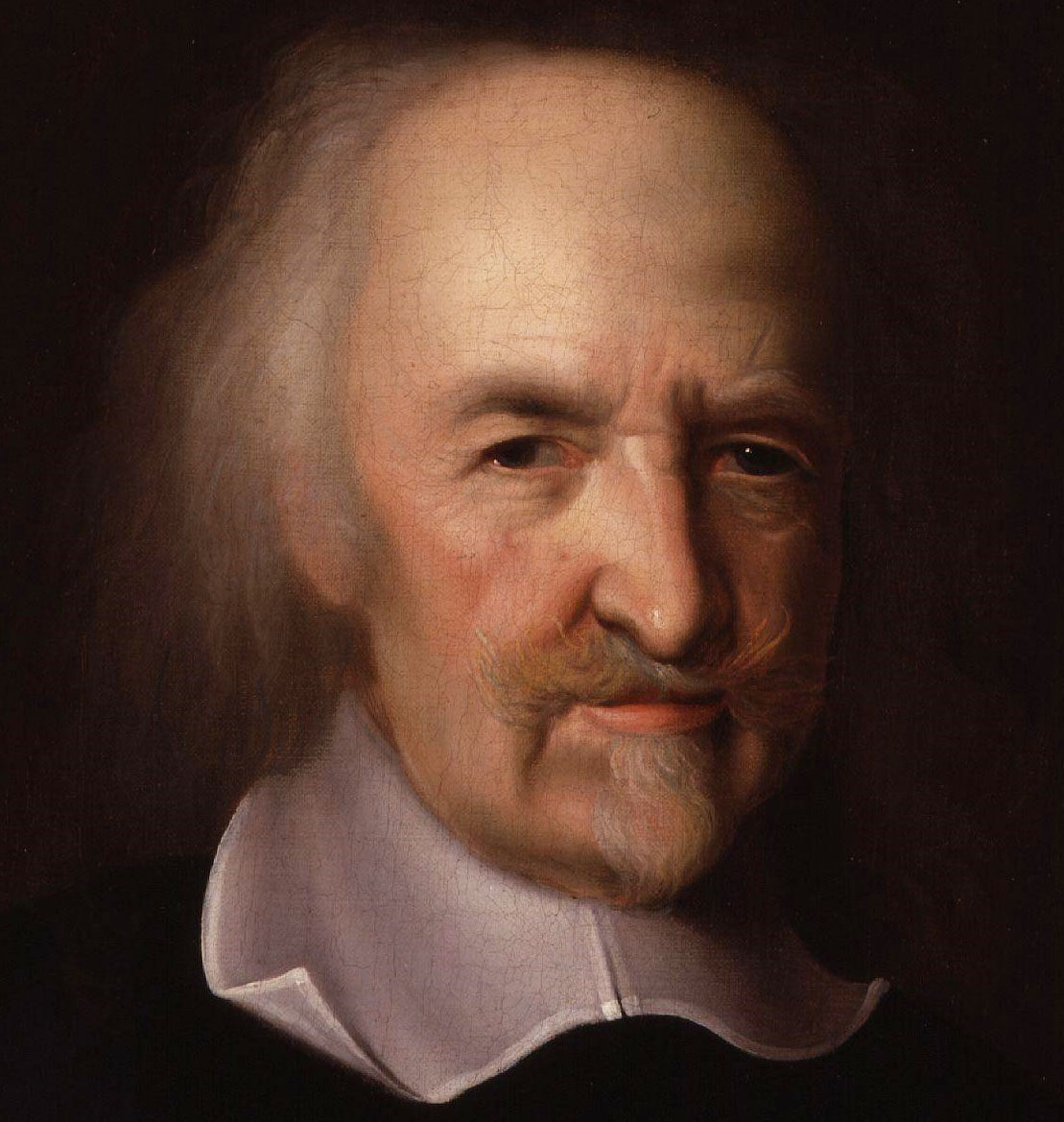
Thomas Hobbes

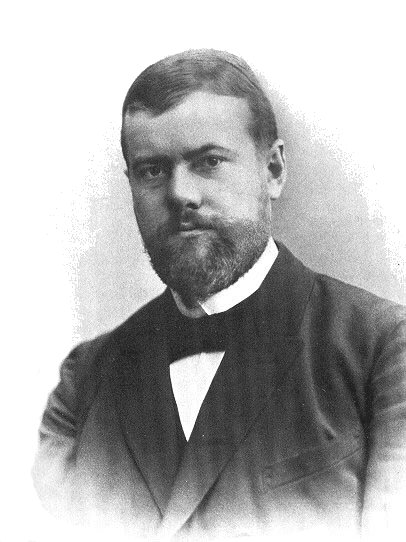
Max Weber

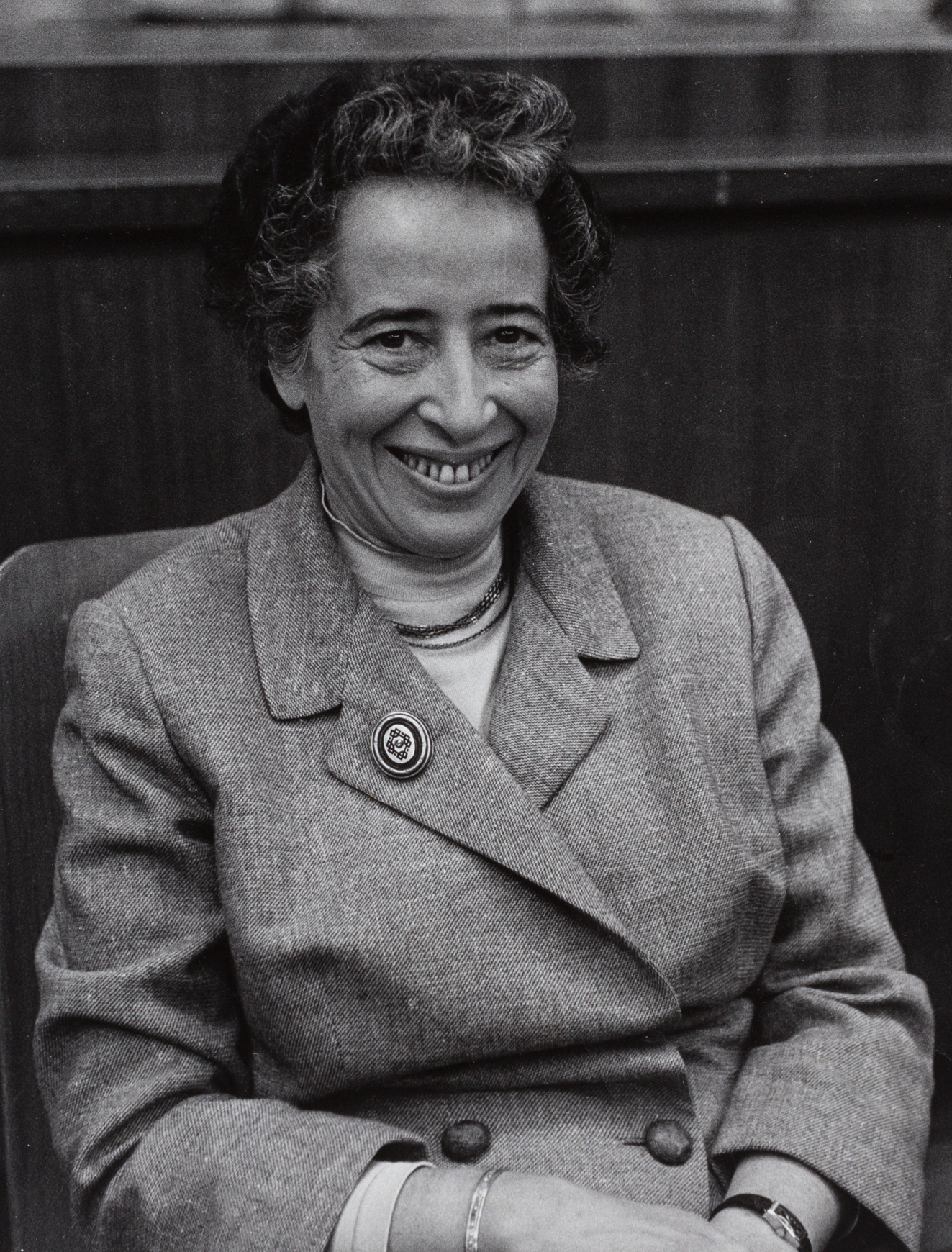
Hannah Arendt

Bár a politikai hatalom a hatalom filozófiai fogalmának csak az egyik megjelenési formája, az eszmetörténet során mégis ezzel foglalkoztak a legtöbbet a gondolkodók. 
Először a görög szofisták munkásságában bukkant fel a hatalom problematikája. Thuküdidész a Méloszi dialógusban a jog belső erejének kérdésével foglalkozik. Míg Mílosz képviselői az igazak előnyeire hivatkoznak Athén egy nagyhatalom tiszta hatalmi álláspontját képviseli. Az igazság csak akkor érvényesülhet, ha az erők egyenlőek. A hatalomgyakorlás tehát az emberi természeten alapul. 
Platón a Gorgiasz dialógusban kifejti: Azok, akik hatalmasnak tűnnek, valójában tehetetlenek, mert nem azt teszik, ami valójában minden racionális törekvésnek a célja, hanem csak azt, ami pillanatnyilag a legjobbnak tűnik számukra; azaz nem azt teszik, amit „igazából” akarnának, ha tudnának „jobbat”. 
Arisztotelész az uralom és a szolgaság elméletének keretein belül foglalkozik a hatalom problémájával. A politikai uralom a despotizmussal ellentétben szabadok uralma a szabad emberek felett, akik felváltva uralkodnak.
A latin nyelvű irodalomban először Cicero tett különbséget a hivatalos hatalom értelmében vett potestas és a tekintély értelmében vett auctoritas között. Erre a megkülönböztetésre építve Hippói Szent Ágoston abból indul ki, hogy az emberek valójában nem uralkodhatnak az emberek felett, hanem csak csak az értelem nélküli lényeken. A skolasztikus filozófia ebből vezette le azt a kérdést, hogy vajon az Édenkertet az uralom minden formája nélkül kell-e elgondolni. Aquinói Szent Tamás a hatalomgyakorlást a szabad emberek feletti észszerű uralom formáira korlátozza, amelyek az Igazsághoz, a közjóhoz vezetnek. Auvergne-i Vilmos pontosítja, hogy a potentia a potestas egyik formája, amely csak az alárendeltek engedelmessége révén hatékony. William Ockham mindenekelőtt az embereknek a mester nélküli természet feletti közös uralmára összpontosít. Ockham szerint a tulajdon fontos hatalomforrás és egyben az isteni hatalomtól független, de az uralkodók beleegyezésétõl függő politikai kényszerítő hatalom anyagi alapja. Az emberek ellenállása a politikai hatalom gyakorlásával szemben nála már nem az Isten által rendelt renddel szembeni ellenállás, ahogyan azt Pál apostol megfogalmazza Pál levele a rómaiakhoz 13. fejezetében: „Minden lélek engedelmeskedjék a felső hatalmasságoknak; mert nincsen hatalmasság, hanem csak Istentől; és amely hatalmasságok vannak, az Istentől rendeltettek.”
Páduai Marsilius még tovább megy a szellemi hatalom gyakorlásának delegitimizálásában: számára ez fogalmi ellentmondás. A béke fenntartásához kényszerítő erővel felvértezett egységes hatalom kellene. A hatalom Istentől származik, de érvényesítéséhez kényszerítő eszközökre van szükség, ami leginkább egy választási monarchiában képzelhető el. 
Míg a késői skolasztika egészen Kálvin Jánosig továbbra is a hatalom jogi igazolására koncentrált, Machiavelli nyíltan elvetette az Isten kegyelméből való hatalomgyakorlás középkori tanítását. Szerinte bárki, aki számol a realitásokkal, kellően ügyes és eszes, bármilyen államot elkormányozhat. Jean Bodin eszményképe viszont a köztársaságkori római család és a pater familiaris, amelyből mindent levezet. A szuverén hatalom ismertetőjegyei nála a jutalmazás, megkegyelmezés, hadüzenet, békekötés és törvényhozás joga. Az utóbbi azért fontos kérdéskör, mert ez időben a parlament már igényt tart arra, hogy törvényeket hozzon. Bodin szerint a parlament nem törvényhozó szerv. Ugyanakkor úgy tartja, hogy az uralkodó nem szegheti meg az isteni és természeti törvényeket.
Thomas Hobbes szerint az emberek természetükből fakadóan a természet kisajátítására valamint a többi ember feletti uralomra törekszenek. A „mindenki háborúja mindenki ellen”  kialakulását csak az akadályozhatja meg, ha a hatalmat a jogrendszer által megteremtett szubjektumra – az államra – koncentráljuk. Hobbes Leviatán című művében ilyen módon teljesen megoldja a hatalom igazolásának problémáját a hatalom jogi elméletének keretei között.
Thomas Hobbes-szal ellentétben Baruch Spinoza szerint mindenkinek kiterjed a  természetes joga mindenre, amit megtehet. Ezzel egyenlőségjelet tesz a természetjog és a hatalom között. Az erény azonban a hatalomhoz is kötődik, és a hatalom akkor jelenik meg erényként, ha kedvező hatást gyakorol az emberekre és ezt nem az ellenállásuk leküzdésével éri el.
Immanuel Kant személyteleníti a hatalom fogalmát, függetlennek tartja azt a személyi uralomtól, és egyenlővé teszi a tekintélyelvű állam államhatalmát, amelynek engedelmeskedni kell, az erőszakkal, anélkül, hogy annak jogi legitimitását kötelezőnek tartaná. Az erőszak olyan hatalom, amely felülmúlja más hatalmak ellenállását.
Johann Gottlieb Fichte ismét közelebb hozta egymáshoz a hatalmat és a jogot. Nála az állami erőszakot felváltja a szerződéssel legitimálandó államhatalom fogalma. Adam Heinrich Müller számára a tisztán fizikai hatalommal szemben csak a kollektív meggyőződésen alapuló hatalom legitim.
Hegel a Jogfilozófia alapjai című munkájában így ír a hatalomról:

„A magánjog és a magánjólét szféráival, a családdal és a polgári társadalommal szemben az állam egyrészt külső szükségszerűség és az ő magasabb hatalmuk; természetének törvényeik és érdekeik alá vannak rendelve és függenek tőle. Másrészt azonban az állam az ő immanens céljuk s ereje általános végcéljának és az egyének különös érdekének egységében van, abban, hogy az egyéneknek annyiban vannak kötelességeik az állam iránt, amennyiben egyúttal jogaik vannak.”

Ebből a felfogásból, aminek lényege, hogy a hatalom ott a legerősebb ahol nem látható, fejlődött ki a hatalomfogalmának átvitele a 19. században a társadalom sok már területére. Friedrich Nietzsche a vallást elemezte hatalmi jelenségként, majd Karl Marx és Friedrich Engels mutatta ki a hatalmi viszonyokat a társadalmi osztályok küzdelmében.
Marx és Engels megállapították, hogy a társadalomban a személyes hatalmi viszonyok anyagi erőviszonyokká, osztályhatalommá válnak a pénz és a tőke munka feletti uralma révén.
Nietzsche viszont abból indult ki, hogy a „hatalom akarata”, a hatalomgyakorlás kielégíthetetlen vágya minden élőlény elemi indítéka, és minden erkölcsi ítéleten felül áll. A hatalom igazolásának ezt a koncepcióját a 19. században tovább bővítették az életerős tevékenység és a kulturális kifinomultság vagy dekadencia feltételezett ellentétévé. Ez különösen nyilvánvaló az antimarxista elitelméletekben, például Vilfredo Paretonál.
Max Weber számára a hatalom fogalma „szociológiailag amorf” és a következőképpen definiálja: a hatalom lehetőséget jelent a saját akarat
érvényesítésére egy társadalmi kapcsolaton belül, ellenállással szemben is, függetlenül attól, hogy ez a lehetőség milyen alapokon nyugszik.
Hannah Arendt szerint a hatalom az az emberi képesség, ami lehetővé teszi, hogy az ember társuljon másokkal és velük összhangban tevékenykedjen. A hatalom akkor keletkezik, amikor az emberek összejönnek és együtt cselekszenek. Arendt szerint a hatalom alapvetően más, mint a kontroll, a dominancia és az erőszak.
Michel Foucault bírálta a hatalom hagyományos, jogi felfogását, amit egyoldalúnak és „furcsán korlátozottnak” tart. Vizsgálta a hatalom stratégiai működésmódját, amely a hatalom hagyományos felfogásában kevés figyelmet kapott.

## Fordítás
- Ez a szócikk részben vagy egészben  a   Macht című német Wikipédia-szócikk ezen változatának fordításán alapul.  Az eredeti cikk szerkesztőit annak laptörténete sorolja fel. Ez a jelzés csupán a megfogalmazás eredetét és a szerzői jogokat jelzi, nem szolgál a cikkben szereplő információk forrásmegjelöléseként.